# Asurané
Asurané jsou fiktivní rasou ze sci-fi seriálu Hvězdná brána: Atlantida. Asurané jsou podobní Replikátorům ze seriálu Hvězdná brána, což vede postavy seriálu k jejich pojmenování jako Replikátorů, i když technicky jde o dvě různé rasy. Poprvé se objevili v páté epizodě třetí řady Potomci (v anglickém originále Progeny).

## Historie

### Experiment Antiků
Asurané byli výsledkem experimentu Antiků s cílem vytvořit zbraň proti Wraithům. Antikové použili nanotechnologii s cílem použít nanity jako zbraň. Experiment se však vymkl kontrole a nanity se vyvinuly do podoby Antiků samotných.
Antikové se nakonec rozhodli experiment zničit, avšak nanitům se podařilo přežit. Asurané následně po odchodu Antiků napadli Wraithy, Wraithové však vyvinuli počítačový virus, který deaktivoval programovou rutinu k útoku na Wraithy.
Asurané na své planetě vybudovali vlastní civilizaci, kopírující Antiky.
Po příchodu expedice Atlantis do Pegasu se podařilo znovu zapojit příkaz k útočení na Wraithy. Asurané ale začali ničit lidské světy kvůli tomu, aby Wraithům zničili zdroje potravy. A tak se Wraithové, Atlanťané a Cestovatelé spojili a Asurany zničili. 